# Teatro Francesco Stabile
(Achille Rosica)
Il Teatro comunale Francesco Stabile è il teatro principale della città di Potenza. Situato nel centro storico in Piazza Mario Pagano, è intitolato a Francesco Stabile. È l'unico teatro lirico presente in Basilicata, nonché l'unico teatro storico della regione. Viene considerato l'edificio più rappresentativo del capoluogo lucano.

## Storia

### Origine del progetto ed edificazione

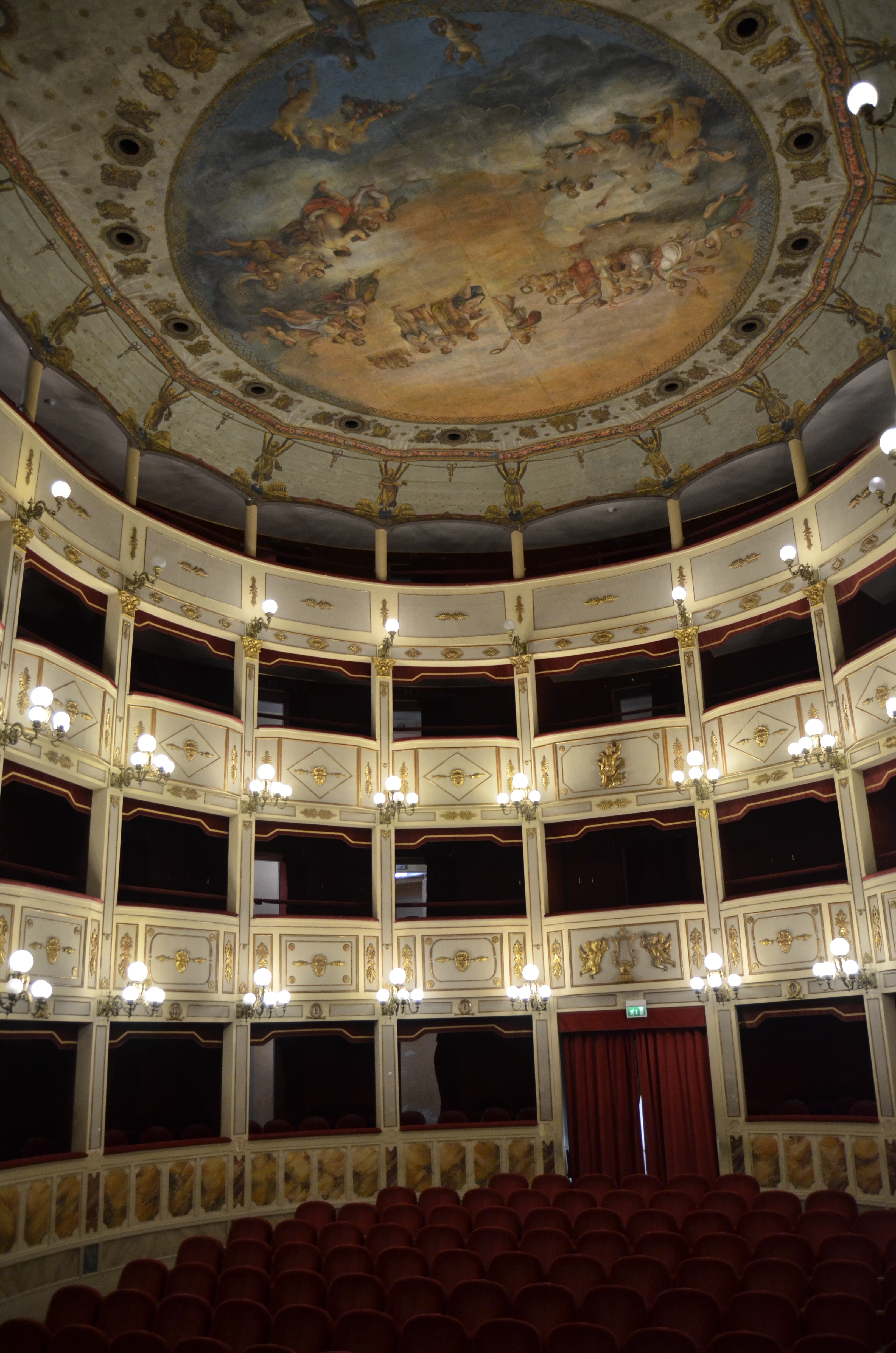
Sala del teatro, con vista del dipinto Apoteosi di Pitagora sul velario

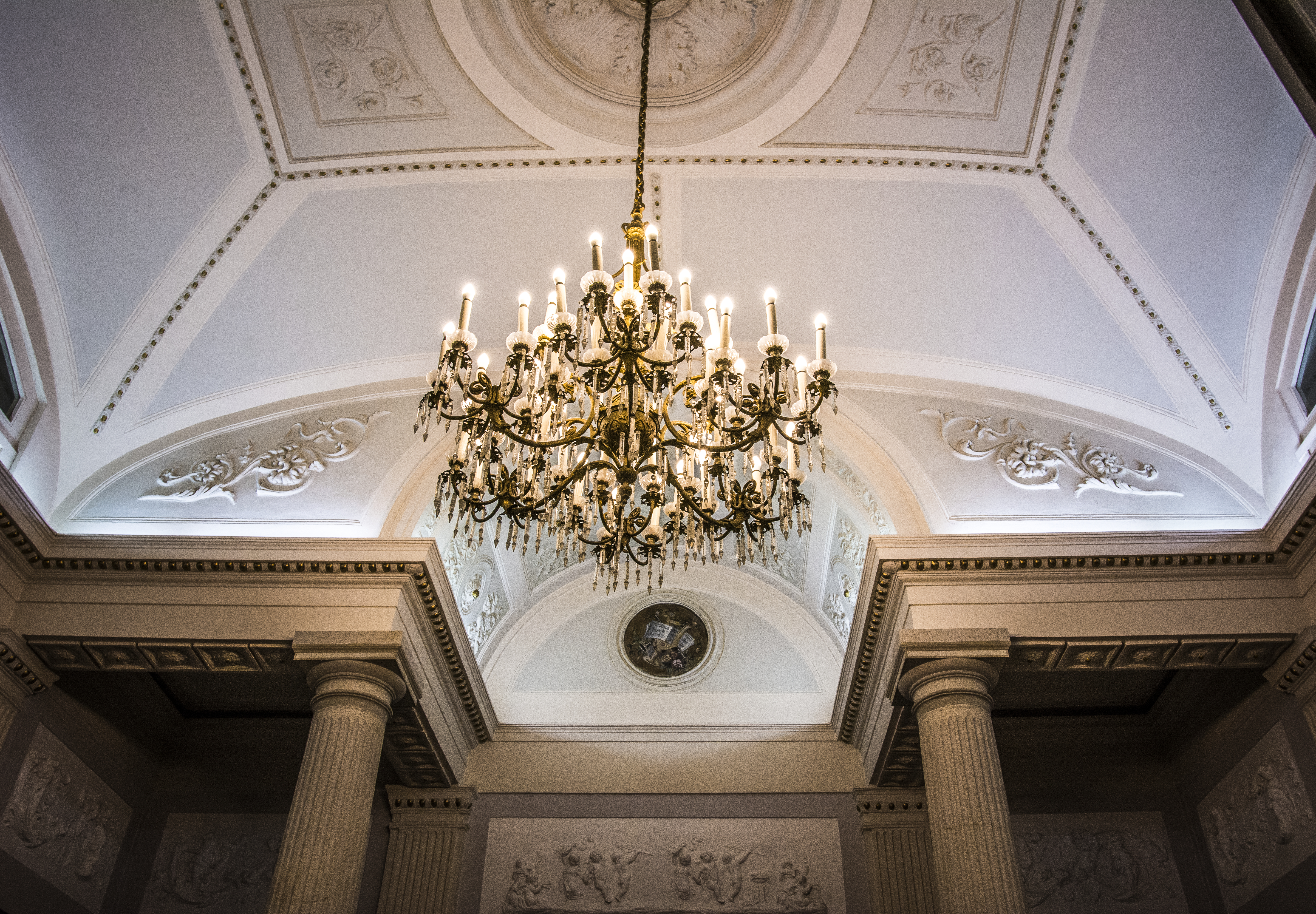
Bassorilievi e decorazioni dell'atrio

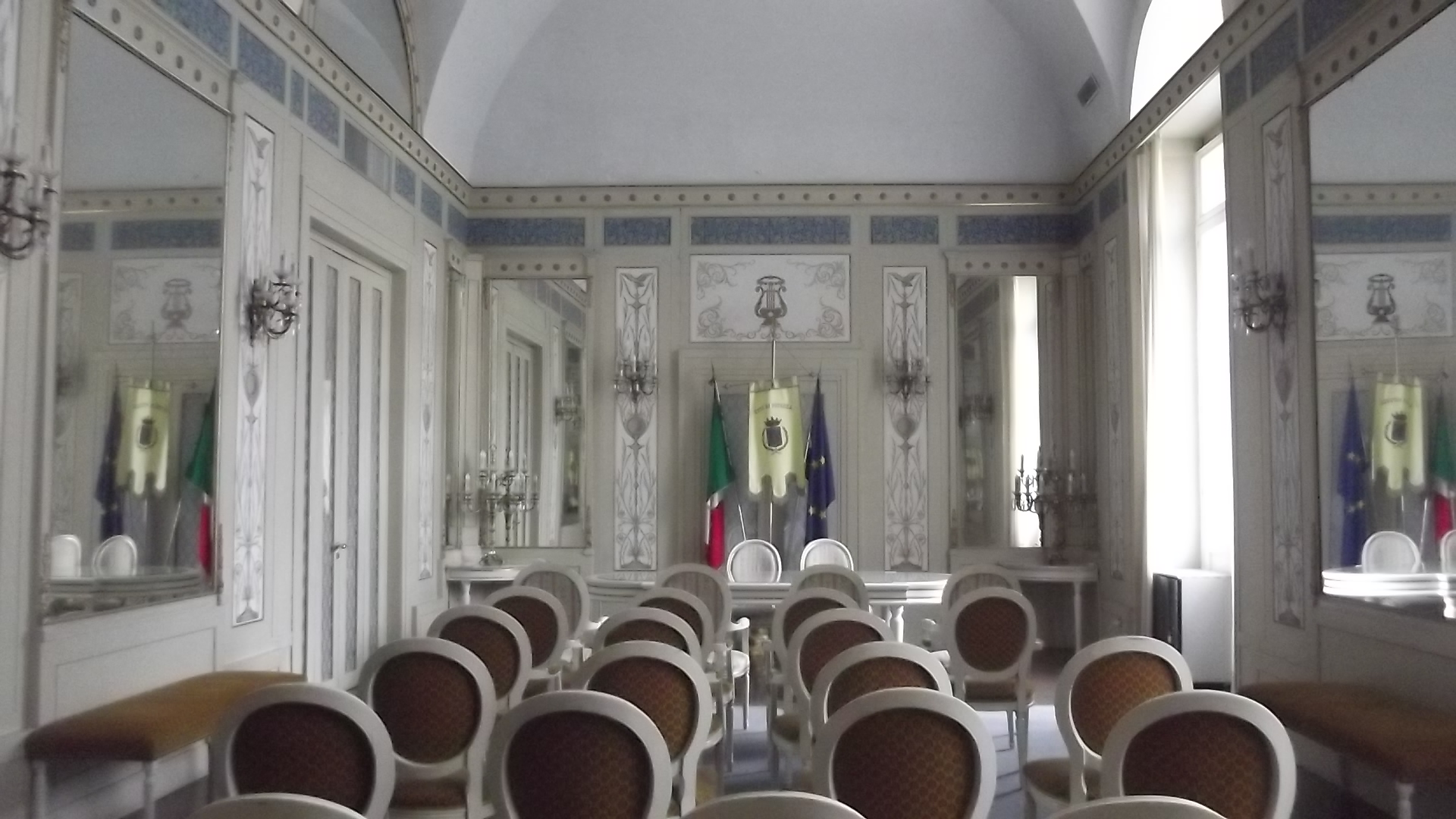
La Sala degli specchi

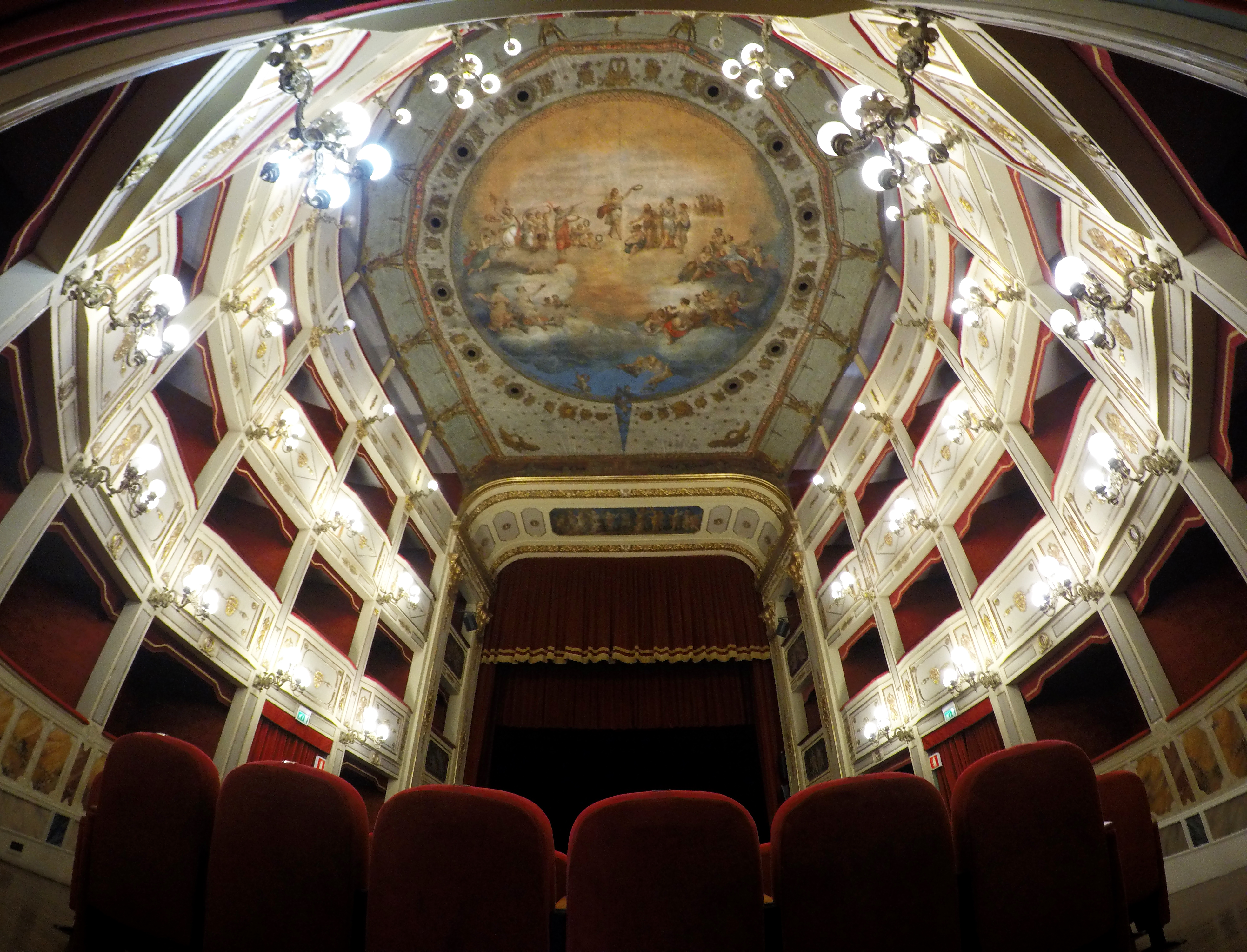
Vista sul palcoscenico

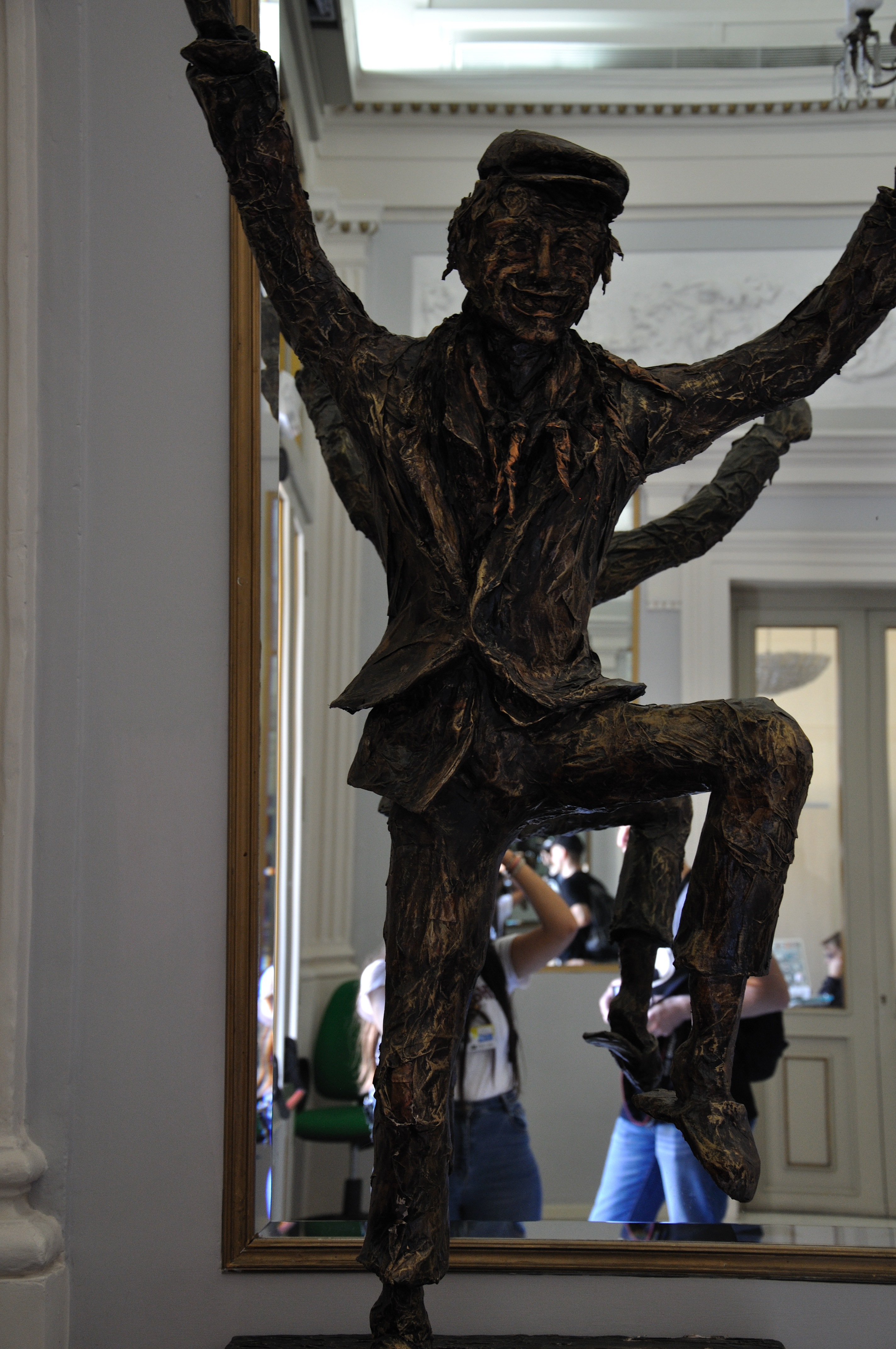
Scultura della maschera potentina Sarachella

L'esistenza di un edificio adibito ad ospitare rappresentazioni teatrali in maniera permanente a Potenza è documentata sin dalla metà del Settecento, ma fu solo all'inizio dell'Ottocento, con l'elevazione della città a capoluogo, che si avvertì l'esigenza di dotare la comunità di un nuovo teatro lirico da realizzarsi appositamente. Infatti a partire dalla fine del XVIII secolo la progressiva affermazione economica e sociale del ceto borghese determinò la costruzione, sia nei grandi centri che nelle piccole e medie città di provincia, di questi edifici dalla forte funzione sociale e rappresentativa. Fino alla costruzione dello Stabile furono adattati a tale uso degli edifici religiosi sconsacrati, in particolare la ex chiesa della Congregazione dei Morti, utilizzata sino al 1823, sostituita a partire da quell'anno dalla ex chiesa di San Nicola.
Dopo due tentativi di reperire i fondi ed il terreno necessari ai lavori per un nuovo teatro, prima da parte dell'intendente della Provincia di Basilicata De Nigris nel 1822 con un progetto dell'ingegner Nicola Scodes e poi su iniziativa del nuovo intendente Winspeare nel 1838 con nuova progettazione dell'ingegner Gaetano De Giorgio, nel 1854 si definì il luogo di costruzione in un lotto confinante con l'allora largo dell'Intendenza (l'attuale piazza Mario Pagano), grazie all'abbattimento di alcuni edifici e con una variante al progetto ad opera degli architetti Antonio Ferrara e Gerardo Grippo.
L'edificazione iniziò quindi solo nel 1856, anche grazie al sostegno diretto di parte della borghesia cittadina che sottoscrisse dei titoli di credito per garantire il finanziamento dell'opera. Il progetto nel frattempo era stato nuovamente modificato dall'architetto Vincenzo Pascale, nuovo direttore del cantiere, ma i lavori subirono un arresto già nel 1857, a causa del terremoto del 16 dicembre di quell'anno che colpì la città. Dopo un primo tentativo di ripresa nel 1860, si poté ripartire solo nel 1865 a seguito dell'ennesima revisione progettuale degli ingegneri Banchieri e Tucci, per poi arrivare al progetto definitivo degli architetti Errico Alvino e Giuseppe Pisanti, con l'ingegner Emmanuele Bruno alla direzione dei lavori.
Nel 1866 il Consiglio comunale decise di modificare il nome originario di "Teatro Ferdinando di Borbone" e di intitolare l'edificio al compositore lucano Francesco Stabile, il quale aveva fatto parte dei finanziatori dell'opera e che era prematuramente deceduto nel 1860. La costruzione terminò solo nel 1878 con però ancora la mancanza di molti dettagli architettonici e decorativi.
L'inaugurazione ufficiale avvenne il 26 gennaio 1881, alla presenza del re d'Italia Umberto I, della regina Margherita e del principe Amedeo, che assistettero alla rappresentazione de La traviata di Giuseppe Verdi. Il re aveva promesso una visita in Basilicata dopo aver subito un tentato assassinio da parte dell'anarchico basilicatese Giovanni Passannante, avvenuto a Napoli nel 1878, per dimostrare affetto nei riguardi della popolazione locale. Il collaudo finale dell'opera è datato 1884 ad opera dell'ingegner Grippo.

### Restauri e storia recente
Già nel 1910 il teatro fu chiuso temporaneamente per il deterioramento degli arredi, venendo poi riaperto nel 1912. Le condizioni dell'edificio, nel corso degli anni utilizzato anche come cinematografo, iniziarono a destare serie preoccupazioni a partire dai primi anni Sessanta del Novecento, a causa della poca manutenzione, tanto che nell'ambito del Piano regolatore generale comunale del 1966 si arrivò addirittura a prevederne la demolizione, scongiurata prima temporaneamente con l'intervento della Prefettura, poi definitivamente nel 1974 con l'apposizione del vincolo monumentale da parte del Ministero della Pubblica Istruzione ai sensi della Legge 1089 del 1939. Nel 1971 lo Stabile venne chiuso nuovamente per consentire i lavori di restauro, che erano ancora in corso quando la struttura subì, come il resto della città, i danni del terremoto del 1980. La ristrutturazione venne quindi sospesa per poi riprendere nel corso degli anni Ottanta, su progetto dell'architetto Dante Benedetto Maggio e dell’ingegner Franco Gigli ed essere completata nel 1990, accompagnata da polemiche riguardanti l'aumento notevole dei costi dei lavori; la riapertura al pubblico avvenne il 29 marzo dello stesso anno. Nel 2004 sono stati effettuati ulteriori restauri dell'immobile, che consentirono la ripresa delle normali attività in data 11 dicembre.
Nel 2014 è stato riconosciuto quale "teatro storico lucano" dal Consiglio regionale della Basilicata.

## Architettura

### Struttura
Il Teatro Francesco Stabile si ispira per tipologia al Teatro San Carlo di Napoli ed al Teatro alla Scala di Milano; da essi derivano la facciata monumentale dell'edificio e la cura riposta nel posizionamento dei locali accessori. La sua localizzazione, in pieno centro e in prossimità delle abitazioni dei ceti dominanti all'epoca dell'edificazione e dei palazzi del potere, contribuisce a sottolinearne la funzione sociale. Il prospetto principale, di colore rosato, presenta dei cantoni a bugne, un timpano sommitale e degli archi a tutto sesto che sormontano il portone principale bronzeo, gli ingressi secondari ai lati di esso ed i due vicoli che sboccano nella strada che dà sul retro del teatro. Tre dei cinque ampi finestroni del piano superiore, sormontati da una lunetta decorativa, danno accesso ad un lungo balcone.Il timpano è decorato dallo stemma cittadino: uno scudo azzurro recante un leone rampante d'oro, sostenuto da una banda rossa abbassata e sormontato da tre stelle d'argento. La corona, che secondo le antiche descrizioni dello stemma è posta sul capo del leone, in questo caso è invece posizionata in cima e domina tutto lo scudo.
La platea, tre ordini di palchi divisi da tramezzi radiali e un loggione sovrastante racchiudono il palcoscenico e l'orchestra formando una struttura ad alveare; gli ambienti di rappresentanza quali atrio, vestibolo ed ingresso hanno dimensioni abbastanza contenute. La sala è a forma di ferro di cavallo, la tipologia più evoluta del teatro italiano d'opera, con una pianta semicircolare raccordata al boccascena da due curve studiate per ottimizzare l'acustica e la visibilità e che ha permesso di posizionare le due rampe di scale ai due angoli del lotto. La copertura è a capriata in legno, con il sottotetto che ospita un ambiente adibito a deposito ed alla preparazione delle scenografie. Al secondo piano è presente la Sala degli specchi, così chiamata per le superfici riflettenti presenti come elementi decorativi insieme a carta da parati e dipinti, che è utilizzata anche per convegni o matrimoni civili.

### Decorazioni e arredi
Molti elementi decorativi sono ispirati alla scuola pitagorica di Metaponto ed alla scuola eleatica, in omaggio alla Magna Grecia ed al suo ruolo nella tradizione culturale della Lucania antica, tra cui si ricorda il dipinto del plafond ad opera di Luigi De Luise che raffigura l'Apoteosi di Pitagora, come voluto dal professor Vincenzo Marinelli, che fu incaricato dal Comune di Potenza di definire il soggetto dell'opera. Tale dipinto sembra anche ispirato da l'Apoteosi dei sommi poeti di Giuseppe Cammarano, che decora il soffitto a velario del Teatro San Carlo di Napoli. Anche gli stucchi di Luigi Cangiano, presenti soprattutto nell'atrio e nell'ingresso della sala, paiono trarre ispirazione dai bassorilievi di Angelo Villa realizzati sempre per il famoso teatro napoletano. Ulteriore elemento che trae spunto dal San Carlo è la decorazione neoclassica utilizzata per la copertura del soffitto piano del sottotetto, utilizzata anche da Antonio Niccolini a Napoli. La scenografia fu realizzata dai milanesi Corazza e Masi, mentre il macchinario da Papa e Spezzaferri.
In seguito al sisma del 1980 il teatro subì numerosi danni, ma fu restaurato con un approccio conservativo, rispettoso dell'architettura e dell'arredo preesistente, consentendo di preservare le decorazioni del Cangiano, le finiture in legno cerro, il plafond del De Luise, le lampade ad arco della fine dell’Ottocento. Anche il palcoscenico in abete ha mantenuto la pedana centrale in pioppo, una delle pochissime rimaste nei teatri italiani.
Lo Stabile conserva anche il pianoforte utilizzato dal compositore Ruggero Leoncavallo durante gli anni che trascorse a Potenza: un Franz Seiler Berlin della metà dell'Ottocento; lo strumento venne rinvenuto nei locali dell'edificio nel 2017 e restaurato nel 2019.
Nell'atrio del teatro è collocata dal 2011 una scultura rappresentante il personaggio di Sarachella, la maschera ufficiale della Città di Potenza.